# Riojano precastellano
El riojano precastellano era la variedad dialectal más occidental del romance navarroaragonés. Representa la evolución del latín vulgar en La Rioja y en el norte de la actual Soria. Se tiene testimonio escrito en las Glosas Emilianenses del siglo X, y algunos topónimos medievales escritos en textos latinos.

## Contexto histórico
Las Glosas Emilianenses no representan los primeros textos castellanos, como se creía en un principio, ya que luego de estudios más profundos ha quedado demostrado que utilizan normas fonéticas aragonesas: feito, muito, get (ye), etc., y con el detalle de que cuando se escribieron La Rioja no había sido anexionada aún al Reino de Castilla, perteneciendo ésta al de Navarra. Por lo tanto, el texto que figura en las Glosas Emilianenses es navarroaragonés en su variedad riojana.
Según los lingüistas Claudio García Turza y Miguel Ángel Muro Munilla, esta habla posee más características que lo unirían al grupo de lenguas relacionadas con el aragonés que al castellano, además de poseer otras características coincidentes con el astur-leonés, rasgos euskéricos y otras muchas que, al no existir coincidencias, se consideran propiamente riojanas. Sería una de las lenguas históricas que formarían parte del conglomerado dialectal que posteriormente daría lugar al idioma castellano.
Después de la incorporación al Reino de Castilla, La Rioja se castellanizó entre los siglos XI y XIII. De esta época data la colección documental llamada Libro Becerro del Monasterio de Valvanera, que tiene aún caracteres precastellanos, como el artículo lo.
A pesar de esta castellanización, actualmente se conservan características de esta lengua en el dialecto riojano.

## Características
- Diptongación de la o tónica, también ante yod: uamne/uemne (lat. tard. hómine, cast. hombre), uello (latín oculu(m))
- Diptongación de la 'e' tónica: sieculos (cast. siglos)
- Conserva g- inicial (perdida en castellano): geitar (lat. eiectare, cast. echar, fr. jeter, it. gettare )
- Conserva -ns-: ansa (cast. asa, fr. anse)
- Conserva -mb-: lombo (cast. lomo)
- En los grupos latinos -lt-, -ct- adopta -it- y no -ch- como el castellano: muito (cast. mucho), feito (cast. hecho)
- En la escritura emplea grafemas navarros: quoatro (u muda), yn/ynn (por ñ)